# Cornel Cimpan
Cornel Andrew Cimpan is een Amerikaans professioneel pokerspeler. Hij won onder meer het $9.900 Main Event - No Limit Hold'em van de World Poker Tour L.A. Poker Classic 2009 (goed voor een hoofdprijs van $1.686.760,-) en het $9.700 No Limit Hold'em - Championship Event van de World Poker Tour World Poker Finals 2009 in Mashantucket (goed voor $910.058,-).
Cimpan verdiende tot en met juni 2015 meer dan $3.500.000,- in pokertoernooien (cashgames niet meegerekend).

## Wapenfeiten
Cimpan begon zich in 2004 te roeren in de professionele pokerwereld door geldprijzen van enkele duizenden dollars op te strijken op toernooien in Tunica en Atlantic City. In september 2006 behaalde hij voor het eerst een positie 'in het geld' op een officieel toernooi van de World Poker Tour (WPT). Hij werd 51e in het $9.700 WPT Championship Event - No Limit Hold'em-toernooi van de Borgata Poker Open in Atlantic City, goed voor $13.095,-. Een maand later won Cimpan op een haar na het $ 3,000 No Limit Hold'em-toernooi van Festa Al Lago V in Las Vegas, ware het niet dat Jess Newman hem tot de tweede plaats veroordeelde. Aan de finaletafel liet hij wel onder andere J.C. Tran en Gavin Griffin achter zich.
Cimpan piekte in 2009. Hij won dat jaar twee WPT-toernooien én haalde voor het eerst prijzengeld op zowel de World Series of Poker (WSOP) als de European Poker Tour (EPT). Op de WSOP 2009 werd Cimpan vierde in het $2.500 Pot Limit Omaha/Hold'em-toernooi en 310e in het Main Event, samen goed voor ruim $99.000,- aan prijzengeld. Twee maanden later eindigde hij als tiende in het €8.000 No Limit Hold'em - Main Event van het EPT-evenement in Barcelona (goed voor $71.531,-). Cimpan sloot 2009 af met een overwinning in het (non-titel) €1.000 Pot Limit Omaha-toernooi van het EPT-evenement in Praag.